# Lightning Strikes Twice
Lightning Strikes Twice és un film dramàtic estatunidenc del 1951 dirigida per King Vidor i protagonitzat per Ruth Roman i Richard Todd. El febrer de 2020 la pel·lícula es va projectar al 70è Festival Internacional de Cinema de Berlín, com a part d'una retrospectiva dedicada a la carrera de King Vidor.

## Trama
Una vegada ramader, Richard Trevelyan (Richard Todd) s'està al corredor de la mort d'una presó de Texas. Però guanya un nou judici, després una absolució total quan un jurat solitari vota en contra.
L'actriu Shelley Carnes (Ruth Roman) es va de camí a un ranxo de nois de Texas per descansar. Al llarg del camí, coneix els ramaders J.D. (Frank Conroy) i Myra Nolan (Kathryn Givney) i acaba agafant el seu cotxe en préstec. Perduda en una tempesta, es troba amb Trevelyan per casualitat. Resulta que coneix a J.D. i la Myra.
El ranxo de nois està tancat quan la Shelley hi arriba. Liza McStringer (Mercedes McCambridge), que el dirigeix amb un germà petit anomenat String (Darryl Hickman), explica que va ser la jurada que va deixar en llibertat Trevelyan. Ara està rebutjada pels veïns i amics.
Shelley s'uneix amb el problemàtic String, així que se la convida a quedar-se una estona. S'assabenta que Loraine, la difunta esposa de Trevelyan i víctima d'assassinat, era una dona bastant dolenta, odiada per molts. Hi ha raons per creure que Loraine va tenir una aventura amb J.D.
Tornant el cotxe, Shelley passa una nit amb els Nolan i es presenta a Harvey Turner (Zachary Scott), un veí que se sent immediatament atret per ella. Harvey també parla malament de la difunta Loraine i es descriu com a afortunat d'haver escapat de les seves urpes.
Shelley torna a conèixer en Trevelyan i els dos no poden resistir-se. Es casen, però el dia del seu casament, Shelley descobreix alguna cosa que la fa pensar que Trevelyan va assassinar Loraine després de tot. Ella fuig. Resulta, però, que Liza, gelosa i desitjant Trevelyan, va ser qui va assassinar Loraine. Ara gairebé fa el mateix amb Shelley, però Trevelyan i la policia la rescaten. Liza i String fugen amb el seu cotxe, però fan una capbussada fatal sobre un penya-segat; Shelley i Trevelyan s'abracen a l'escena i marxen per viure feliços per sempre.

## Repartiment
- Ruth Roman com a Shelley Carnes
- Richard Todd com a Richard Trevelyan
- Mercedes McCambridge com a Liza McStringer
- Zachary Scott com a Harvey Turner
- Frank Conroy com a J.D. Nolan
- Kathryn Givney com Myra Nolan
- Rhys Williams com el Pare Paul
- Darryl Hickman com a String
- Nacho Galindo com a Pedro
- Joaquin Garay com a Johnny López (sense acreditar)
- Franklin Parker com a Guàrdia (sense acreditar)
- Frank Cady com a Gas Station Man (sense acreditar)

## Producció
Warner Bros posseïa els drets del llibre des de 1945.
Virginia Mayo originalment havia de ser el protagonista femení.
La partitura musical es fa ressò repetidament d'un passatge de La valse de Maurice Ravel.

## Recepció

### Taquilla
Segons els registres de Warner Bros, la pel·lícula va guanyar 785.000 dòlars nacionals i 359.000 dòlars internacionals, el que significa que va guanyar 1.144.000 dòlars en total.

### Resposta crítica
El crític de cinema Glenn Erickson va parlar de l'estil cinematogràfic del director a la seva ressenya:
| « | A mesura que van arribar els anys 50, les brillants però excèntriques pel·lícules del director King Vidor es van tornar molt més excèntriques que brillants. The Fountainhead i Ruby Gentry es descomponen en interessants patrons d'imatges dinàmiques, encara que els seus dramàtics sobreactuats són impossibles de prendre seriosament. Lightning Strikes Twice de 1951 forma un vincle entre King Vidor i les pel·lícules de dones delirants de Douglas Sirk. Davant d'una història trucada i descabellada i de personatges inconsistents, Vidor encara aconsegueix que la pel·lícula sigui molt visible, fins i tot agradable... Però prepara't per somriure davant l'actuació massa cuita, de vegades histèrica, i el gran enrenou fet per un misteri bastant senzill. ... la pel·lícula és un crit de campament d'un extrem a l'altre. | » |